# الجمعية الأوروبية لتعليم علم الفلك
الجمعية الأوروبية لتعليم علم الفلك (اختصارًا EAAE) هي منظمة أوروبية غير ربحية لتعزيز تعليم العلوم بشكل عام وعلم الفلك بشكل خاص.
تأسست المنظمة في 25 نوفمبر 1995 في أثينا، نتيجة لإعلان ورشة عمل الاتحاد الأوروبي/المرصد الجنوبي الأوروبي حول تدريس علم الفلك في المدارس الثانوية في أوروبا والتي عقدت في مقر المرصد الجنوبي الأوروبي في جارشينج في نوفمبر 1994.